# Sluiskil

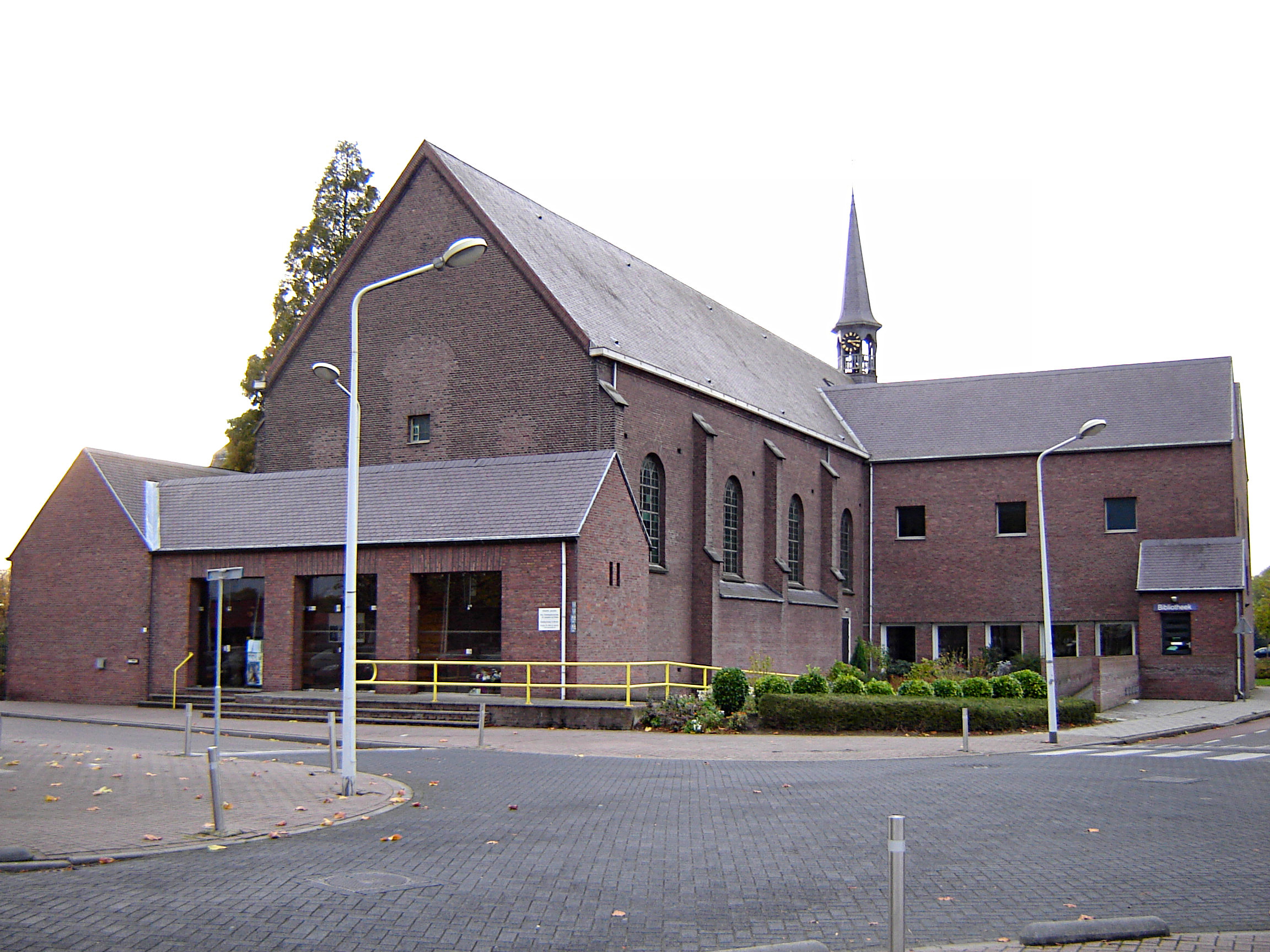
Kirche des Heiligen Antonius von Padua

Sluiskil ist ein Dorf in der niederländischen Gemeinde Terneuzen, das am Gent-Terneuzen-Kanal liegt. Das Dorf hat 2.260 Einwohner (Stand: 1. Januar 2024).

## Geschichte
Für die große Erweiterung des Gent-Terneuzen-Kanals in den frühen 1960er-Jahren wurde der Kern des Dorfes entfernt. Dazu wurden 200 Häuser, Geschäfte, eine Kirche und eine Schule abgerissen. 
Sluiskil besitzt einen Hafen und Düngerindustrie. Die erste Kokerei (ACZC) der Niederlande, gegründet 1911, wurde am 1. Januar 2000 geschlossen; der letzte Arbeitstag war am 31. Juli 1999.

## Düngemittelproduktion
Im Jahr 1929 begann Sluiskil mit der Herstellung von Dünger. Die Fabrik befindet sich direkt auf der anderen Seite des Kanals östlich von Sluiskil. 1979 wurde das Werk Nederlandse Stikstof Maatschappij (NSM; deutsch: Niederländisches Stickstoff Unternehmen) von Norsk Hydro übernommen. Nach der Abspaltung des Düngemittelgeschäfts im Jahr 2004 ist es Teil der Yara International. Auf dem Betriebsgelände befinden sich, unter anderem, drei Ammoniak- zwei Salpetersäure- und zwei Harnstoffanlagen, sowie zwei Nitrat-Granulierungseinheiten. Etwa 70 % der Ammoniakproduktion wird zu Dünger-Endprodukten verarbeitet; der Rest wird von anderen Unternehmen Yaras verwendet oder an Dritte verkauft. Das Werk in Sluiskil gehört zu den größten Produktionsstätten Yaras in Europa, die Produktion beträgt mehr als 3,5 Millionen Tonnen pro Jahr. Das Unternehmen liegt direkt am Gent-Terneuzen-Kanal, mit guter Anbindung an die Nordsee und das europäische Kanalnetz. Schiffe mit bis zu 50.000 Tonnen können am Kai der Anlage festmachen.

## Verkehr und Transport
Die Nationalstraße 61 und die Güterbahnstrecke Gent-Terneuzen kreuzen, parallel, den Gent-Terneuzen-Kanal über die Sluiskilbrug. Da der Kanal stark genutzt wird, ist diese Brücke oft geöffnet. Seit der Eröffnung des Westerscheldetunnels, nahm der Verkehr über diese Brücke stark zu. Daher wird in den kommenden Jahren der Sluiskil Tunnel so konstruiert, dass er die Verkehrsmenge für die Drehbrücke entlastet. 
Am 1. April 1869 wurde östlich von Sluiskil der Bahnhof der Chemin de fer de Gand à Terneuzen eröffnet. Ab 1871 hielten hier auch die Züge der Chemin de fer International de Malines à Terneuzen. Dieser wurde am 7. Oktober 1951 geschlossen. Auf der Südseite von Sluiskil war die Stopplaats Sluiskil Brücke.

## Sport
Der kleine Ort ist eine Billardhochburg. Die Billard Dallinga/Frans Bevers spielt in der Ehrendivision Dreiband und wurde im Jahr 2013 Meister der Niederlande und gewann den National Cup. Das Team nahm auch am Coupe d’Europe teil. 2009 wurde der erste Weltcup des Jahres ausgetragen, 2010 die Dreiband-WM der Herren und im September 2014 die Junioren-WM, ebenfalls im Dreiband.

## Geboren in Sluiskil
- Lodewijk van den Berg (1932–2022), US-amerikanischer Astronaut holländischer Abstammung
- Davy Dubbeldam (* 1971), Radfahrer